# Pengeinstitut
Et pengeinstitut er en fællesbetegnelse for række finansielle virksomheder, herunder banker, sparekasser og andelskasser. 